# Negoci jurídic
Un negoci jurídic és un acte d'una persona que té transcendència jurídica i es regeix per les normes que aquesta persona estableix o accepta. Per exemple, són negocis jurídics el contractar una assegurança o comprar una cosa.
El codi civil espanyol (article 1261) exigeix com a requisits per la validesa del negoci jurídic que hi ha d'haver el consentiment de les parts, ha de tenir un objecte cert (la cosa sobre el que es fa el negoci), i una causa (un objectiu, la finalitat del negoci). Per exemple, en la venda d'un cotxe, l'objecte el formen el cotxe i el preu que se'n paguen, i la causa és la venda.